# Tournoi de tennis de Sankt Pölten
Le tournoi de Sankt Pölten, également appelé International Raiffeisen Grand Prix, est un ancien tournoi de tennis du circuit ATP se déroulant en Autriche sur terre battue. Sa première édition remonte à 1994 en succession du tournoi de Gênes. En 2006 il est remplacé par le tournoi de Pörtschach.

## Palmarès

### Simple
| No | Date       | Nom et lieu du tournoi                                | Catégorie    | Dotation  | Surface      | Vainqueur         | Finaliste         | Score         |         |
| -- | ---------- | ----------------------------------------------------- | ------------ | --------- | ------------ | ----------------- | ----------------- | ------------- | ------- |
| 1  | 13-06-1994 | International Raiffeisen Grand Prix, Sankt Pölten     | World Series | 300 000 $ | Terre (ext.) | Thomas Muster     | Tomás Carbonell   | 4-6, 6-2, 6-4 |         |
| 2  | 19-06-1995 | International ÖTV Raiffeisen Grand Prix, Sankt Pölten | World Series | 350 000 $ | Terre (ext.) | Thomas Muster     | Bohdan Ulihrach   | 6-3, 3-6, 6-1 | Tableau |
| 3  | 20-05-1996 | International ÖTV Raiffeisen Grand Prix, Sankt Pölten | World Series | 400 000 $ | Terre (ext.) | Marcelo Ríos      | Félix Mantilla    | 6-2, 6-4      |         |
| 4  | 19-05-1997 | International Raiffeisen Grand Prix, Sankt Pölten     | World Series | 400 000 $ | Terre (ext.) | Marcelo Filippini | Patrick Rafter    | 7-62, 6-2     |         |
| 5  | 18-05-1998 | International Raiffeisen Grand Prix, Sankt Pölten     | Int' Series  | 400 000 $ | Terre (ext.) | Marcelo Ríos      | Vincent Spadea    | 6-2, 6-0      |         |
| 6  | 17-05-1999 | International Raiffeisen Grand Prix, Sankt Pölten     | Int' Series  | 400 000 $ | Terre (ext.) | Marcelo Ríos      | Mariano Zabaleta  | 4-4, ab.      |         |
| 7  | 22-05-2000 | International Raiffeisen Grand Prix, Sankt Pölten     | Int' Series  | 400 000 $ | Terre (ext.) | Andrei Pavel      | Andrew Ilie       | 7-5, 3-6, 6-2 | Tableau |
| 8  | 21-05-2001 | International Raiffeisen Grand Prix, Sankt Pölten     | Int' Series  | 400 000 $ | Terre (ext.) | Andrea Gaudenzi   | Markus Hipfl      | 6-0, 7-5      | Tableau |
| 9  | 20-05-2002 | International Raiffeisen Grand Prix, Sankt Pölten     | Int' Series  | 356 000 $ | Terre (ext.) | Nicolás Lapentti  | Fernando Vicente  | 7-5, 6-4      | Tableau |
| 10 | 19-05-2003 | International Raiffeisen Grand Prix, Sankt Pölten     | Int' Series  | 355 000 $ | Terre (ext.) | Andy Roddick      | Nikolay Davydenko | 6-3, 6-2      | Tableau |
| 11 | 17-05-2004 | International Raiffeisen Grand Prix, Sankt Pölten     | Int' Series  | 355 000 $ | Terre (ext.) | Filippo Volandri  | Xavier Malisse    | 6-1, 6-4      | Tableau |
| 12 | 16-05-2005 | International BTM Power Grand Prix, Sankt Pölten      | Int' Series  | 355 000 $ | Terre (ext.) | Nikolay Davydenko | Jürgen Melzer     | 6-3, 2-6, 6-4 | Tableau |

### Double
| No | Date       | Nom et lieu du tournoi                                | Catégorie    | Dotation  | Surface      | Vainqueurs                       | Finalistes                     | Score            |         |
| -- | ---------- | ----------------------------------------------------- | ------------ | --------- | ------------ | -------------------------------- | ------------------------------ | ---------------- | ------- |
| 1  | 13-06-1994 | International Raiffeisen Grand Prix, Sankt Pölten     | World Series | 300 000 $ | Terre (ext.) | Vojtěch Flégl Andrew Florent     | Adam Malik Jeff Tarango        | 3-6, 6-1, 6-4    |         |
| 2  | 19-06-1995 | International ÖTV Raiffeisen Grand Prix, Sankt Pölten | World Series | 350 000 $ | Terre (ext.) | Bill Behrens Matt Lucena         | Libor Pimek Byron Talbot       | 7-5, 6-4         | Tableau |
| 3  | 20-05-1996 | International ÖTV Raiffeisen Grand Prix, Sankt Pölten | World Series | 400 000 $ | Terre (ext.) | Sláva Doseděl Pavel Vízner       | David Adams Menno Oosting      | 6-7, 6-4, 6-3    |         |
| 4  | 19-05-1997 | International Raiffeisen Grand Prix, Sankt Pölten     | World Series | 400 000 $ | Terre (ext.) | Kelly Jones Scott Melville       | Luke Jensen Murphy Jensen      | 6-2, 7-6         |         |
| 5  | 18-05-1998 | International Raiffeisen Grand Prix, Sankt Pölten     | Int' Series  | 400 000 $ | Terre (ext.) | Jim Grabb David Macpherson       | David Adams Wayne Black        | 6-4, 6-4         |         |
| 6  | 17-05-1999 | International Raiffeisen Grand Prix, Sankt Pölten     | Int' Series  | 400 000 $ | Terre (ext.) | Andrew Florent Andreï Olhovskiy  | Brent Haygarth Robbie Koenig   | 5-7, 6-4, 7-5    |         |
| 7  | 22-05-2000 | International Raiffeisen Grand Prix, Sankt Pölten     | Int' Series  | 400 000 $ | Terre (ext.) | Mahesh Bhupathi Andrew Kratzmann | Andrea Gaudenzi Diego Nargiso  | 7-610, 62-7, 6-4 | Tableau |
| 8  | 21-05-2001 | International Raiffeisen Grand Prix, Sankt Pölten     | Int' Series  | 400 000 $ | Terre (ext.) | Petr Pála David Rikl             | Jaime Oncins Daniel Orsanic    | 6-3, 5-7, 7-5    | Tableau |
| 9  | 20-05-2002 | International Raiffeisen Grand Prix, Sankt Pölten     | Int' Series  | 356 000 $ | Terre (ext.) | Petr Pála David Rikl             | Mike Bryan Michael Hill        | 7-5, 6-4         | Tableau |
| 10 | 19-05-2003 | International Raiffeisen Grand Prix, Sankt Pölten     | Int' Series  | 355 000 $ | Terre (ext.) | Simon Aspelin Massimo Bertolini  | Sargis Sargsian Nenad Zimonjić | 6-4, 68-7, 6-3   | Tableau |
| 11 | 17-05-2004 | International Raiffeisen Grand Prix, Sankt Pölten     | Int' Series  | 355 000 $ | Terre (ext.) | Mariano Hood Petr Pála           | Tomáš Cibulec Leoš Friedl      | 3-6, 7-5, 6-4    | Tableau |
| 12 | 16-05-2005 | International BTM Power Grand Prix, Sankt Pölten      | Int' Series  | 355 000 $ | Terre (ext.) | Lucas Arnold Ker Paul Hanley     | Martin Damm Mariano Hood       | 6-3, 6-4         | Tableau |